# 寺田周平

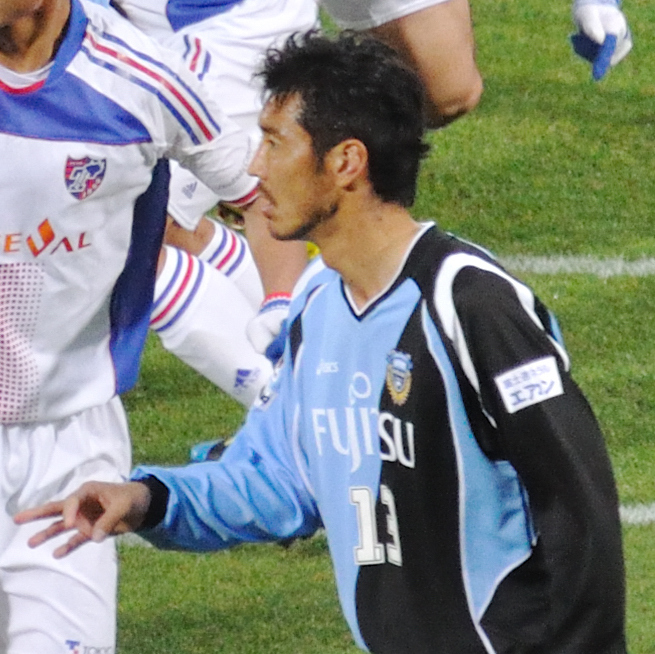
寺田周平

寺田 周平（てらだ しゅうへい、1975年6月23日 - ）は、日本の元プロサッカー選手。ポジションはディフェンダー。神奈川県横須賀市出身。

## 来歴
日産自動車サッカー部の下部組織で本格的にサッカーを始める。その後、神奈川県立横須賀高等学校から東海大学へ進学。在学中はサッカー部自体は関東2部や神奈川県リーグに所属していたが、1995年に開催されたユニバーシアード福岡大会でサッカー競技代表の中心選手として日本の大会初優勝に貢献し、プロからも注目を浴びる。卒業後は日産サッカー部の後身、Jリーグの横浜マリノス（現在の横浜F・マリノス）への入団が内定していたが、メディカルチェックで頸椎に問題が発見されて不合格となり、1年間の浪人生活を過ごした。
1999年、Jリーグ2部（J2）の川崎フロンターレに入団。日本には珍しい長身のボランチで、背番号「6」を与えられて開幕戦から先発メンバーとして出場した。シーズン途中は負傷により離脱したが、終盤戦に復帰してチームの優勝に貢献した。
チームがJ1に昇格した2000年にもレギュラーとなったが、5月の練習中に膝の靱帯を損傷し離脱。5月3日の磐田戦でJリーグ初ゴールと初退場を記録した直後の負傷で、さらに他の負傷なども重なって、公式戦復帰には約2年半を要した。以降、運動量が比較的少なくて済み、屈強な身体を活かせるディフェンダー（センターバック）に転向したが、度重なる怪我に悩まされ、ほとんど公式戦に出場できない日々が続いた。しかし2004年に復活を遂げ、寺田と同じく長身の伊藤宏樹(183 cm)、箕輪義信(187 cm)と組んだ3バック（通称・川崎山脈）は守備の安定に貢献した。
Jリーグ選手協会では2004年に川崎支部の会長、2005-06年には副会長を務めた。
2008年5月27日のキリンカップ・パラグアイ戦で、32歳339日で日本代表初出場（歴代4番目の年長記録、Jリーグ発足後では最年長）。
2010年は両ひざを手術した影響もあり公式戦13試合の出場に止まる。シーズン終了後、現役引退を発表した。

## エピソード
- 2009年6月に横須賀市長となった吉田雄人とは県立横須賀高校での同級生である。吉田は横須賀市議時代の2008年4月に寺田が日本代表候補に選ばれた際に自分のブログで祝辞を送り[3]、寺田は吉田が市長選挙で当選した際に共通の知人を通じてメールを送っている[4]。

## 所属クラブ
- 1988年 - 1990年 日産FCジュニアユース
- 1991年 - 1993年 神奈川県立横須賀高等学校
- 1994年 - 1997年 東海大学
- 1999年 - 2010年 川崎フロンターレ

## 個人成績
| 国内大会個人成績 | 国内大会個人成績 | 国内大会個人成績 | 国内大会個人成績 | 国内大会個人成績 | 国内大会個人成績 | 国内大会個人成績 | 国内大会個人成績 | 国内大会個人成績 | 国内大会個人成績 | 国内大会個人成績 | 国内大会個人成績 |
| 年度             | クラブ           | 背番号           | リーグ           | リーグ戦         | リーグ戦         | リーグ杯         | リーグ杯         | オープン杯       | オープン杯       | 期間通算         | 期間通算         |
| 年度             | クラブ           | 背番号           | リーグ           | 出場             | 得点             | 出場             | 得点             | 出場             | 得点             | 出場             | 得点             |
| 日本             | 日本             | 日本             | 日本             | リーグ戦         | リーグ戦         | リーグ杯         | リーグ杯         | 天皇杯           | 天皇杯           | 期間通算         | 期間通算         |
| ---------------- | ---------------- | ---------------- | ---------------- | ---------------- | ---------------- | ---------------- | ---------------- | ---------------- | ---------------- | ---------------- | ---------------- |
| 1999             | 川崎             | 6                | J2               | 12               | 0                | 2                | 0                | 4                | 0                | 18               | 0                |
| 2000             | 川崎             | 6                | J1               | 8                | 1                | 2                | 0                | 0                | 0                | 10               | 1                |
| 2001             | 川崎             | 6                | J2               | 0                | 0                | 0                | 0                | 0                | 0                | 0                | 0                |
| 2002             | 川崎             | 6                | J2               | 4                | 1                | -                | -                | 0                | 0                | 4                | 1                |
| 2003             | 川崎             | 13               | J2               | 3                | 0                | -                | -                | 4                | 0                | 7                | 0                |
| 2004             | 川崎             | 13               | J2               | 33               | 2                | -                | -                | 3                | 1                | 36               | 3                |
| 2005             | 川崎             | 13               | J1               | 26               | 2                | 6                | 3                | 2                | 0                | 35               | 5                |
| 2006             | 川崎             | 13               | J1               | 22               | 0                | 7                | 0                | 2                | 0                | 31               | 0                |
| 2007             | 川崎             | 13               | J1               | 29               | 1                | 4                | 0                | 4                | 0                | 37               | 1                |
| 2008             | 川崎             | 13               | J1               | 21               | 1                | 3                | 1                | 1                | 0                | 25               | 2                |
| 2009             | 川崎             | 13               | J1               | 23               | 0                | 4                | 0                | 3                | 0                | 30               | 0                |
| 2010             | 川崎             | 13               | J1               | 10               | 0                | 0                | 0                | 1                | 1                | 11               | 1                |
| 通算             | 日本             | 日本             | J1               | 139              | 5                | 26               | 4                | 13               | 1                | 178              | 10               |
| 通算             | 日本             | 日本             | J2               | 52               | 3                | 2                | 0                | 11               | 1                | 65               | 4                |
| 総通算           | 総通算           | 総通算           | 総通算           | 191              | 8                | 28               | 4                | 24               | 2                | 243              | 14               |

| 国際大会個人成績 | 国際大会個人成績 | 国際大会個人成績 | 国際大会個人成績 | 国際大会個人成績 |
| 年度             | クラブ           | 背番号           | 出場             | 得点             |
| AFC              | AFC              | AFC              | ACL              | ACL              |
| ---------------- | ---------------- | ---------------- | ---------------- | ---------------- |
| 2007             | 川崎             | 13               | 7                | 0                |
| 2009             | 川崎             | 13               | 6                | 1                |
| 2010             | 川崎             | 13               | 2                | 0                |
| 通算             | AFC              | AFC              | 15               | 1                |

- Jリーグ初出場: 1999年3月14日 J2第1節 対アルビレックス新潟戦 (等々力陸上競技場)
- Jリーグ初得点: 2000年5月3日  J1･1st 第10節 対ジュビロ磐田戦 (等々力陸上競技場)

## 代表歴
- 国際Aマッチ 6試合 0得点 (2008年 - 2009年)[1]

| 日本代表 | 国際Aマッチ | 国際Aマッチ |
| 年       | 出場        | 得点        |
| -------- | ----------- | ----------- |
| 2008     | 4           | 0           |
| 2009     | 2           | 0           |
| 通算     | 6           | 0           |

### 出場
| No. | 開催日         | 開催都市 | スタジアム                           | 対戦国           | 結果 | 監督     | 大会                           |
| --- | -------------- | -------- | ------------------------------------ | ---------------- | ---- | -------- | ------------------------------ |
| 1.  | 2008年5月27日  | さいたま | 埼玉スタジアム2002                   | パラグアイ       | △0-0 | 岡田武史 | キリンカップサッカー2008       |
| 2.  | 2008年10月9日  | 新潟     | 東北電力ビッグスワンスタジアム       | アラブ首長国連邦 | △1-1 | 岡田武史 | キリンチャレンジカップ2008     |
| 3.  | 2008年11月13日 | 神戸     | ホームズスタジアム神戸               | シリア           | ○3-1 | 岡田武史 | キリンチャレンジカップ2008     |
| 4.  | 2008年11月19日 | ドーハ   | ハリファインターナショナルスタジアム | カタール         | ○3-0 | 岡田武史 | 2010FIFAワールドカップ最終予選 |
| 5.  | 2009年1月20日  | 熊本     | 熊本県民総合運動公園陸上競技場       | イエメン         | ○2-1 | 岡田武史 | AFCアジアカップカタール予選    |
| 6.  | 2009年1月28日  | マナマ   | バーレーン・ナショナル・スタジアム   | バーレーン       | ●0-1 | 岡田武史 | AFCアジアカップカタール予選    |

## 指導歴
- 2011年 - 2023年 川崎フロンターレ
  - 2011年 トップチーム アシスタントコーチ
  - 2012年 トップチーム コーチ
  - 2013年 育成・普及コーチ 兼 U-15・U-13アシスタントコーチ
  - 2014年 - 2019年 U-15・U-13 監督
  - 2020年 - 2023年 トップチーム コーチ
- 2024年 - 福島ユナイテッドFC 監督

## 監督成績
| 年度 | 所属 | クラブ | リーグ戦 | リーグ戦 | リーグ戦 | リーグ戦 | リーグ戦 | リーグ戦 | カップ戦       | カップ戦  |
| 年度 | 所属 | クラブ | 順位     | 勝点     | 試合     | 勝       | 分       | 敗       | ルヴァンカップ | 天皇杯    |
| ---- | ---- | ------ | -------- | -------- | -------- | -------- | -------- | -------- | -------------- | --------- |
| 2024 | J3   | 福島   | 5位      | 59       | 38       | 18       | 5        | 15       | 1回戦敗退      | 2回戦敗退 |
| 2025 | J3   | 福島   | 位       |          |          |          |          |          |                |           |

## タイトル

### 個人
- J3リーグ・優秀監督賞：1回（2024年）